# (37932) 1998 FF129
1998 FF129 (asteroide 37932) é um asteroide da cintura principal. Possui uma excentricidade de 0.06539940 e uma inclinação de 7.81296º.
Este asteroide foi descoberto no dia 22 de março de 1998 por LINEAR em Socorro.